# Ботулу
Ботулу́ (якут. Боотулуу) — село в Верхневилюйском улусе Якутии России. Административный центр Ботулунского наслега.

## География
Село расположено в 20 км к западу от реки Тюкян, на берегу озера Таас. Расстояние по автодороге до райцентра Верхневилюйска — 120 километров. Село расположено на Центральноякутской равнине. Климат — резко континентальный с долгой холодной зимой и с коротким тёплым летом. Леса в окрестностях села хвойные, с преобладанием лиственницы.

## История
Согласно Закону Республики Саха (Якутия) от 30 ноября 2004 года N 173-З N 353-III село возглавило образованное муниципальное образование Ботулунский наслег.

## Население
| 1989 | 2002 | 2010 | 2018 | 2021 |
| ---- | ---- | ---- | ---- | ---- |
| 1000 | ↘860 | ↘815 | ↗988 | ↘687 |

Гендерный состав
По данным Всероссийской переписи населения 2010 года в гендерной структуре населения из 815 человек мужчин — 406, женщин — 409 (49,8 и 50,2 % соответственно).
Национальный состав
Согласно результатам переписи 2002 года, в национальной структуре населения якуты составляли 99 % от общей численности населения в 860 чел.

## Инфраструктура
В селе работают больница, общеобразовательная школа, клуб, почтовое отделение, детский сад, сельская библиотека, молочно-перерабатывающий завод, спортзал «Дьулуур», ветеринарный участок, пекарня. Также в наслеге имеется 4 котельных, взлетно-посадочная полоса, 3 магазина.

## Транспорт
В 2015 году после капитального ремонта была открыта автодорога, соединяющая село с ФАД А331 «Вилюй».